# اسکات بنهد
اسکات بنهد (انگلیسی: Scott Bankhead؛ زادهٔ ۳۱ ژوئیهٔ ۱۹۶۳) بازیکن بیس‌بال اهل ایالات متحده آمریکا است.
از باشگاه‌هایی که در آن بازی کرده‌است می‌توان به نیویورک یانکیز و بوستون رد ساکس اشاره کرد.
وی در مسابقات کشوری و بین‌المللی در مجموع برندهٔ ۱ مدال نقره شده‌است.